# Zapatillas (álbum)
Zapatillas es el cuarto álbum de estudio de la banda española El Canto del Loco. Se lanzó en el 21 de junio de 2005 en España, vendiendo más de 421.000 copias.
Los sencillos extraídos de este CD fueron «Zapatillas», «Volverá», «Besos» y «Tal como eres».

## Lista de canciones
| CD:   |                         |          |  |
| N.º   | Título                  | Duración |  |
| 1.    | «Canciones»             | 3:03     |  |
| 2.    | «Volverá»               | 3:49     |  |
| 3.    | «Zapatillas»            | 2:52     |  |
| 4.    | «Será»                  | 4:08     |  |
| 5.    | «Besos»                 | 2:25     |  |
| 6.    | «Vuelve»                | 2:35     |  |
| 7.    | «Despiértame»           | 3:07     |  |
| 8.    | «Úsanos»                | 3:18     |  |
| 9.    | «El Pescao»             | 3:21     |  |
| 10.   | «Qué caro es el tiempo» | 2:57     |  |
| 11.   | «Desaparece»            | 2:50     |  |
| 12.   | «Tal como eres»         | 4:13     |  |
| 13.   | «Por ti»                | 2:52     |  |
| 41:36 |                         |          |  |

| DVD: |                                 |          |  |
| N.º  | Título                          | Duración |  |
| 1.   | «Vuelve»                        |          |  |
| 2.   | «Será»                          |          |  |
| 3.   | «Volverá»                       |          |  |
| 4.   | «Canciones»                     |          |  |
| 5.   | «Zapatillas»                    |          |  |
| 6.   | «Besos»                         |          |  |
| 7.   | «Tal como eres»                 |          |  |
| 8.   | «Desaparece»                    |          |  |
| 9.   | «Será»                          |          |  |
| 10.  | «Despiértame»                   |          |  |
| 11.  | «Qué caro es el tiempo»         |          |  |
| 12.  | «El Pescao»                     |          |  |
| 13.  | «Quiero» (bonus track, inédito) |          |  |
| 14.  | «Por ti»                        |          |  |